# Hoogovenstoernooi 1997
Het Hoogovenstoernooi 1997 was een schaaktoernooi dat plaatsvond in het Nederlandse Wijk aan Zee van 19 januari t/m 2 februari 1997. Het werd gewonnen door Valeri Salov.

## Eindstand
| Nr.    | Speler                  | Rating | Punten |
| ------ | ----------------------- | ------ | ------ |
| Goud   | Valeri Salov            | 2655   | 8½     |
| Zilver | Ivan Sokolov            | 2615   | 8      |
| Zilver | Alexander Onisjtsjoek   | 2580   | 8      |
| Zilver | Jeroen Piket            | 2640   | 8      |
| 5      | Alexey Yermolinskiy     | 2630   | 7      |
| 6      | Julio Granda Zuniga     | 2620   | 6½     |
| 6      | Jan Timman              | 2630   | 6½     |
| 8      | Joël Lautier            | 2630   | 6      |
| 8      | Viktor Korchnoi         | 2635   | 6      |
| 8      | Loek van Wely           | 2645   | 6      |
| 8      | Nigel Short             | 2690   | 6      |
| 12     | Miguel Illescas Cordoba | 2635   | 5½     |
| 13     | Predrag Nikolić         | 2655   | 5      |
| 14     | Igor Glek               | 2620   | 4      |